# Platysaurus minor
Platysaurus minor är en ödleart som beskrevs av  Vivian William Maynard Fitzsimons 1930. Platysaurus minor ingår i släktet Platysaurus och familjen gördelsvansar. Inga underarter finns listade i Catalogue of Life.